# Butot-Vénesville
Butot-Vénesville est une commune française située dans le département de la Seine-Maritime en région Normandie.

## Géographie

### Description
Butot-Vénesville est située à 7 km de Cany-Barville, à 11 km d'Ourville-en-Caux, à 12 km de Valmont, à 13 km de Saint-Valery-en-Caux et à 20 km de Fécamp.

### Communes limitrophes
| Saint-Martin-aux-Buneaux | Auberville-la-Manuel | Malleville-les-Grès |
| Vinnemerville            | Butot-Vénesville     |                     |
|                          | Canouville           |                     |

### Hydrographie
La commune est située dans le bassin Seine-Normandie. Elle n'est drainée par aucun cours d'eau,.

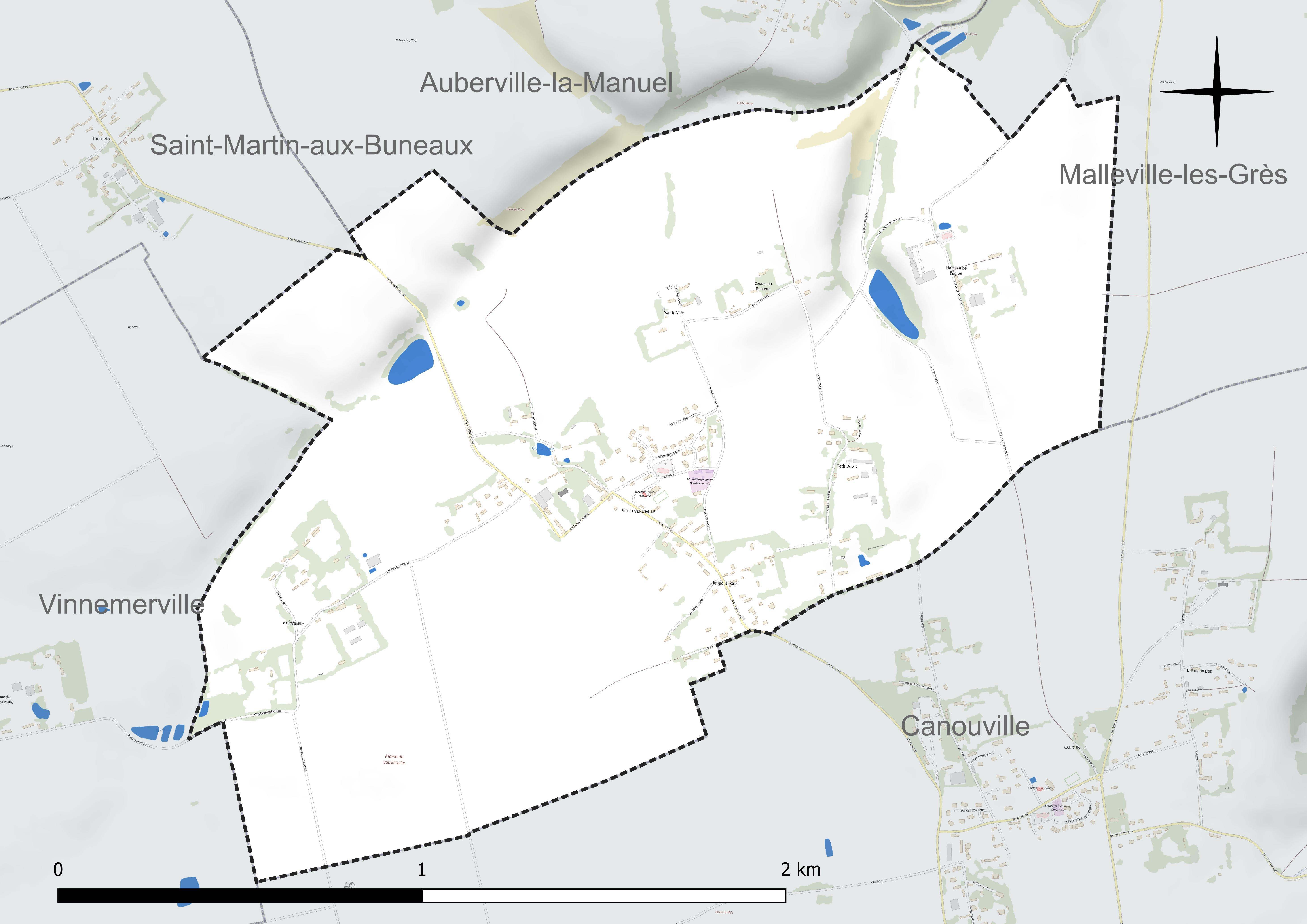
Réseau hydrographique de Butot-Vénesville.

### Climat
Pour des articles plus généraux, voir Climat de la Normandie et Climat de la Seine-Maritime.
En 2010, le climat de la commune est de type climat océanique franc, selon une étude du CNRS s'appuyant sur une série de données couvrant la période 1971-2000. En 2020, Météo-France publie une typologie des climats de la France métropolitaine dans laquelle la commune est exposée à un climat océanique et est dans la région climatique Côtes de la Manche orientale, caractérisée par un faible ensoleillement (1 550 h/an) ; forte humidité de l’air (plus de 20 h/jour avec humidité relative > 80 % en hiver), vents forts fréquents. Parallèlement le GIEC normand, un groupe régional d’experts sur le climat, différencie quant à lui, dans une étude de 2020, trois grands types de climats pour la région Normandie, nuancés à une échelle plus fine par les facteurs géographiques locaux. La commune est, selon ce zonage, exposée à un « climat maritime », correspondant au Pays de Caux, frais, humide et pluvieux, légèrement plus frais que dans le Cotentin.
Pour la période 1971-2000, la température annuelle moyenne est de 10,6 °C, avec une amplitude thermique annuelle de 12,8 °C. Le cumul annuel moyen de précipitations est de 917 mm, avec 13 jours de précipitations en janvier et 8,5 jours en juillet. Pour la période 1991-2020, la température moyenne annuelle observée sur la station météorologique la plus proche, située sur la commune d'Ectot-lès-Baons à 25 km à vol d'oiseau, est de 10,8 °C et le cumul annuel moyen de précipitations est de 905,5 mm,. Pour l'avenir, les paramètres climatiques de la commune estimés pour 2050 selon différents scénarios d’émission de gaz à effet de serre sont consultables sur un site dédié publié par Météo-France en novembre 2022.

## Urbanisme

### Typologie
Au 1er janvier 2024, Butot-Vénesville est catégorisée commune rurale à habitat dispersé, selon la nouvelle grille communale de densité à sept niveaux définie par l'Insee en 2022.
Elle est située hors unité urbaine et hors attraction des villes,.

### Occupation des sols
L'occupation des sols de la commune, telle qu'elle ressort de la base de données européenne d’occupation biophysique des sols Corine Land Cover (CLC), est marquée par l'importance des territoires agricoles (100 % en 2018), une proportion identique à celle de 1990 (100 %). La répartition détaillée en 2018 est la suivante : 
terres arables (68,9 %), prairies (18,4 %), zones agricoles hétérogènes (12,7 %). L'évolution de l’occupation des sols de la commune et de ses infrastructures peut être observée sur les différentes représentations cartographiques du territoire : la carte de Cassini (XVIIIe siècle), la carte d'état-major (1820-1866) et les cartes ou photos aériennes de l'IGN pour la période actuelle (1950 à aujourd'hui).

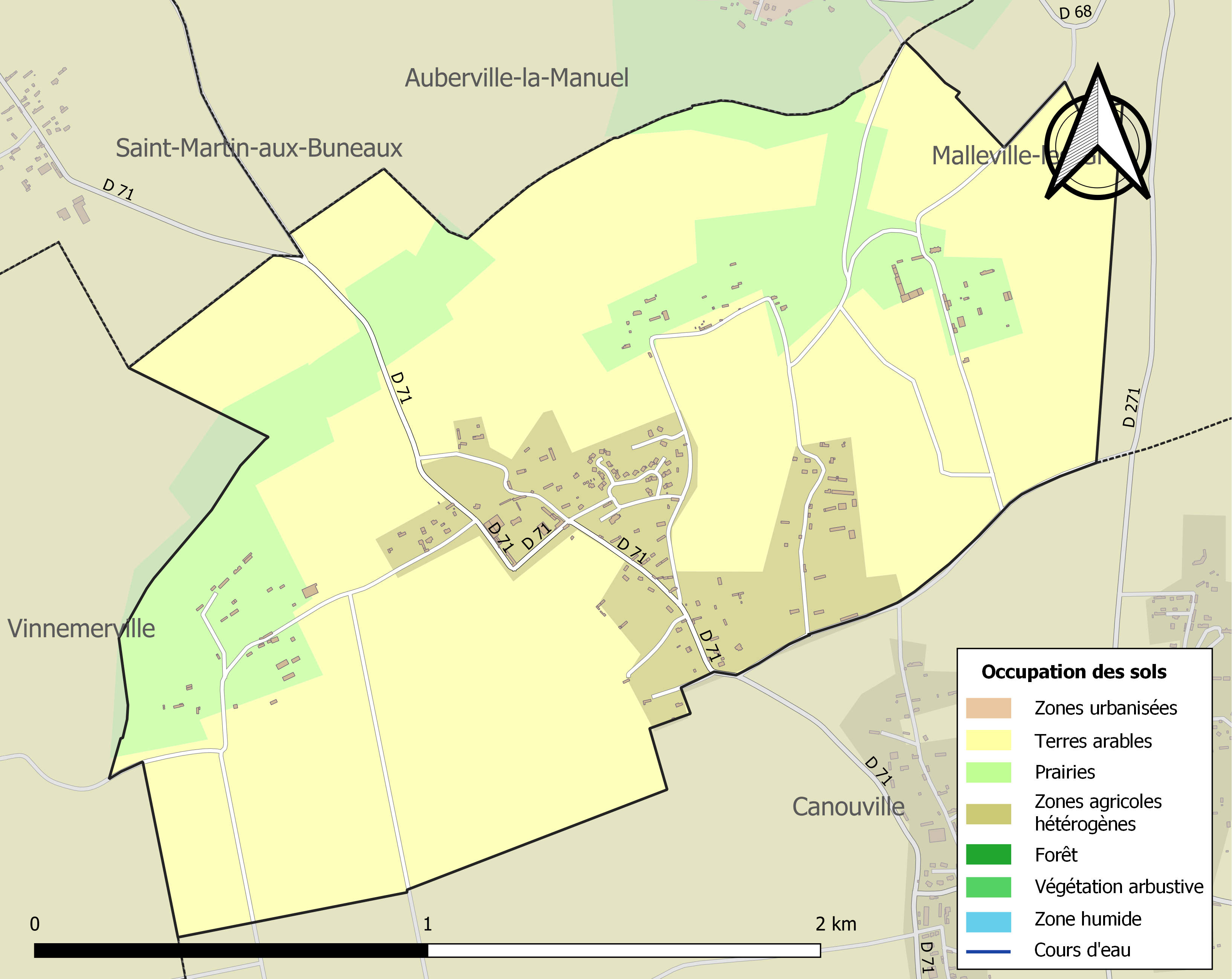
Carte des infrastructures et de l'occupation des sols de la commune en 2018 (CLC).

## Toponymie
Butot est attesté sous les formes Buietot fin du XIIe siècle, Buitot en 1398 (Archives départementales de la Seine-Maritime, G 3267, 3268), Fieu de Butot en 1401 (Arch. Nat. P. 303), Ecc. de Buetoto en 1397 (Arch. S.-M. G 13), Ecc. Beate Marie de Butot en 1498 et 1499 (Arch. S.-M. G 9489), Butot en 1628 (Arch. S.-M. II B 412, 413), Notre-Dame de Butot en 1713 (Arch. S.-M. G 1640, 737), Buttot en 1715 (Frémont), Butot en 1757 (Cassini), Butot-en-Caux en 1740 (Duplessis).
Vénesville est attesté sous les formes Vunenvilla vers 1240, Venesville en 1319 (Arch. S.-M. G. 3267, 3268), Venesville en 1472, Venesville en 1715 (Frémont),
Vénesville en 1953.

## Histoire
La commune de Vénesville, instituée lors de la Révolution française, absorbe en 1974 avec celle de Butot-en-Caux et prend le nom de Butot-Vénesville.

## Politique et administration
| Période                                  | Période                    | Identité         | Étiquette | Qualité      |
| ---------------------------------------- | -------------------------- | ---------------- | --------- | ------------ |
| Les données manquantes sont à compléter. |                            |                  |           |              |
| 1911                                     |                            | Anquetil         |           |              |
| Les données manquantes sont à compléter. |                            |                  |           |              |
| mars 2001                                | 2008                       | Jack Henry       |           |              |
| mars 2008                                | mai 2020                   | Hubert Buquet    | PS        | Agriculteur  |
| mai 2020,                                | En cours (au 10 août 2020) | Alexandra Buquet |           | Agricultrice |

## Démographie
L'évolution du nombre d'habitants est connue à travers les recensements de la population effectués dans la commune depuis 1793. Pour les communes de moins de 10 000 habitants, une enquête de recensement portant sur toute la population est réalisée tous les cinq ans, les populations de référence des années intermédiaires étant quant à elles estimées par interpolation ou extrapolation. Pour la commune, le premier recensement exhaustif entrant dans le cadre du nouveau dispositif a été réalisé en 2004.

En 2022, la commune comptait 237 habitants, en évolution de −5,2 % par rapport à 2016 (Seine-Maritime : +0,35 %, France hors Mayotte : +2,11 %).
| 1793 | 1800 | 1806 | 1821 | 1831 | 1836 | 1841 | 1846 | 1851 |
| ---- | ---- | ---- | ---- | ---- | ---- | ---- | ---- | ---- |
| 274  | 300  | 314  | 300  | 305  | 304  | 322  | 293  | 316  |

| 1856 | 1861 | 1866 | 1872 | 1876 | 1881 | 1886 | 1891 | 1896 |
| ---- | ---- | ---- | ---- | ---- | ---- | ---- | ---- | ---- |
| 317  | 310  | 258  | 264  | 252  | 275  | 225  | 217  | 209  |

| 1901 | 1906 | 1911 | 1921 | 1926 | 1931 | 1936 | 1946 | 1954 |
| ---- | ---- | ---- | ---- | ---- | ---- | ---- | ---- | ---- |
| 199  | 211  | 161  | 142  | 141  | 116  | 146  | 163  | 148  |

| 1962 | 1968 | 1975 | 1982 | 1990 | 1999 | 2004 | 2006 | 2009 |
| ---- | ---- | ---- | ---- | ---- | ---- | ---- | ---- | ---- |
| 142  | 117  | 168  | 197  | 234  | 272  | 273  | 282  | 252  |

| 2014 | 2019 | 2022 | - | - | - | - | - | - |
| ---- | ---- | ---- | - | - | - | - | - | - |
| 249  | 242  | 237  | - | - | - | - | - | - |

## Culture locale et patrimoine

### Lieux et monuments
- Église Saint-Amand-Saint-Mathurin

### Personnalités liées à la commune
- Jean-Pierre Jeunet (1953), réalisateur et scénariste, a habité la commune.
- Philippe Decouflé (1961), danseur et chorégraphe, a habité le château.

### Héraldique
| Blason de Butot-Vénesville | Blason  | Tiercé en pairle renversé : au 1er d'or à un dragon de sinople, langué et armé de gueules, au 2e d'azur à une gerbe de blé d'or, liée de gueules, au 3e de gueules à une ancre avec sa gumène d'argent. |
| Blason de Butot-Vénesville | Détails | Le dragon est l'attribut de saint Amand et l'ancre celui de saint Mathurin, tous deux patrons de la paroisse et le blé symbolise l'agriculture. Le statut officiel du blason reste à déterminer.        |